# Kastanjebruine schotelkorst
De kastanjebruine schotelkorst (Lecanora campestris) is een korstmos uit de familie Lecanoraceae.

## Determinatie

### Uiterlijke kenmerken
Het thallus is korstvormig, wit en redelijk dun. De prothallus is wit. De apothecia zijn 3 mm groot. Ze staan dicht op elkaar in het midden van de thallus. 
Na reactie met kaliloog krijgt hij een gele kleur (K+ geel). Hij is niet-reactief op C- en P- of reageert zwak positief op P+, met een zeer bleekgele kleur. Onder UV-licht vertoont het geen fluorescerende reactie, of een doffe oranje fluorescerende reactie.

### Microscopische kenmerken
De asci zijn 8-sporig en de ascosporen zijn enkelvoudig met afmetingen van 10–14(–17) × 6–8,5(–9) µm. 

## Ecologie
Kastanjebruine schotelkorst groeit op steen die niet al te zuur is.

### Syntaxonomie
Kastanjebruine schotelkorst geldt als kensoort van de associatie van oranje dooiermos.

## Verspreiding
In Nederland komt kastanjebruine schotelkorst vrij algemeen voor. Hij is niet bedreigd en staat niet op de rode lijst.